# Victor Ciobanu
Victor Ciobanu (Florești, 7 de octubre de 1992) es un deportista moldavo que compite en lucha grecorromana.
Ganó dos medallas en el Campeonato Mundial de Lucha, en los años 2018 y 2021, y cinco medallas en el Campeonato Europeo de Lucha entre los años 2014 y 2025.
En los Juegos Europeos de Minsk 2019 obtuvo una medalla de bronce en la categoría de 60 kg. Participó en dos Juegos Olímpicos de Verano, en los años 2020 y 2024, ocupando el quinto lugar en Tokio 2020, también en la categoría de 60 kg.

## Palmarés internacional
| Campeonato Mundial | Campeonato Mundial      | Campeonato Mundial | Campeonato Mundial |
| Año                | Lugar                   | Medalla            | Categoría          |
| ------------------ | ----------------------- | ------------------ | ------------------ |
| 2018               | Budapest (Hungría)      | Medalla de plata   | 60 kg              |
| 2021               | Oslo (Noruega)          | Medalla de oro     | 60 kg              |
| Juegos Europeos    |                         |                    |                    |
| Año                | Lugar                   | Medalla            | Categoría          |
| 2019               | Minsk (Bielorrusia)     | Medalla de bronce  | 60 kg              |
| Campeonato Europeo |                         |                    |                    |
| Año                | Lugar                   | Medalla            | Categoría          |
| 2014               | Vantaa (Finlandia)      | Medalla de plata   | 59 kg              |
| 2019               | Bucarest (Rumania)      | Medalla de oro     | 60 kg              |
| 2023               | Zagreb (Croacia)        | Medalla de plata   | 60 kg              |
| 2024               | Bucarest (Rumania)      | Medalla de plata   | 60 kg              |
| 2025               | Bratislava (Eslovaquia) | Medalla de bronce  | 60 kg              |